# Bova (cognome)
Bova è un cognome di lingua italiana.

## Varianti
Utano, Votano, Vutano.

## Origine e diffusione
Il cognome è tipicamente calabrese.
Potrebbe derivare dai toponimi Bova e Bova Marina.
La variante Votano è siciliana.

## Persone
- Giuseppe Bova – politico italiano, ex presidente del Consiglio regionale della Calabria
- Mario Bova – diplomatico italiano
- Raoul Bova – attore italiano